# Palacio Legislativo

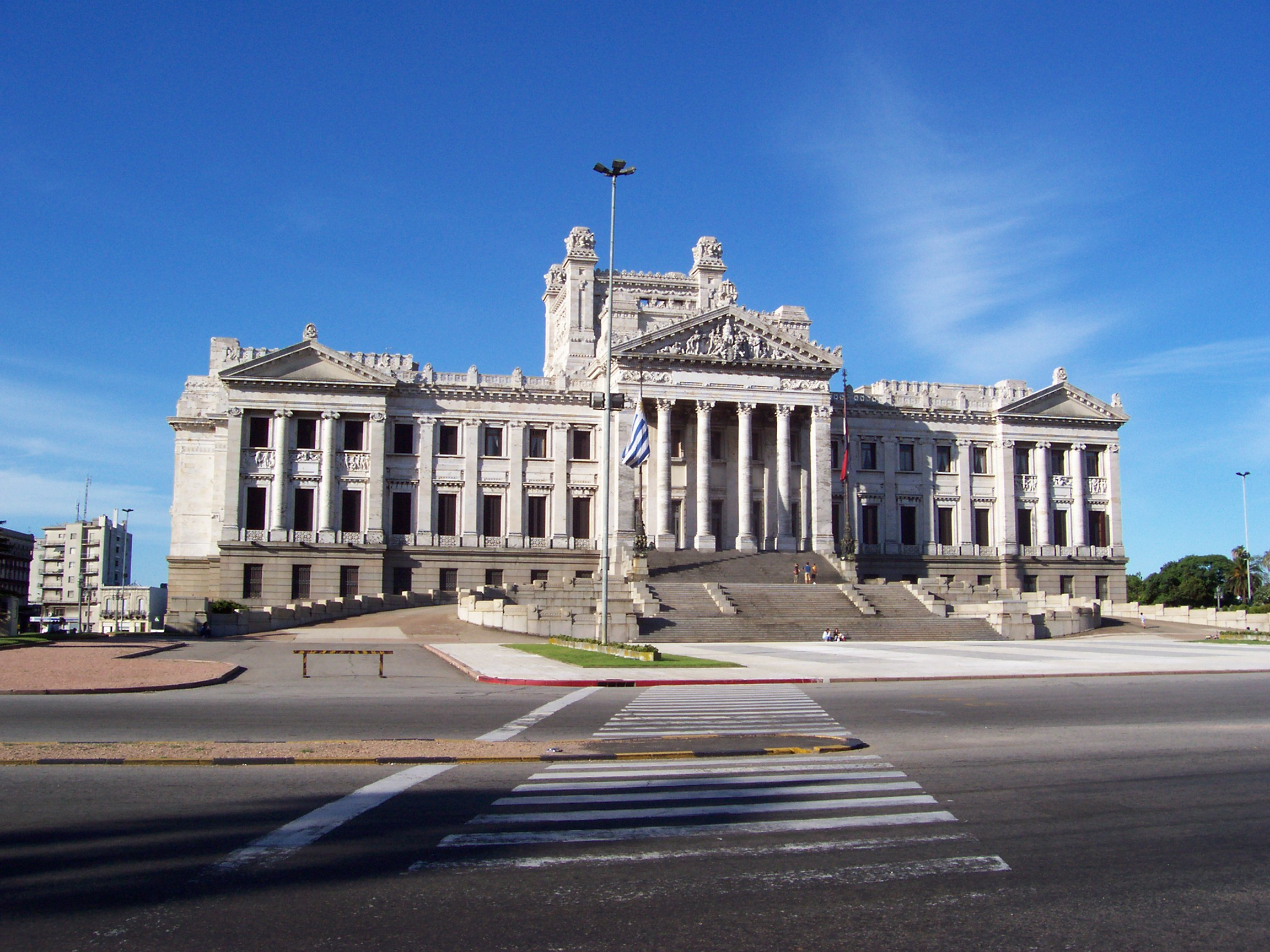
Palacio Legislativo

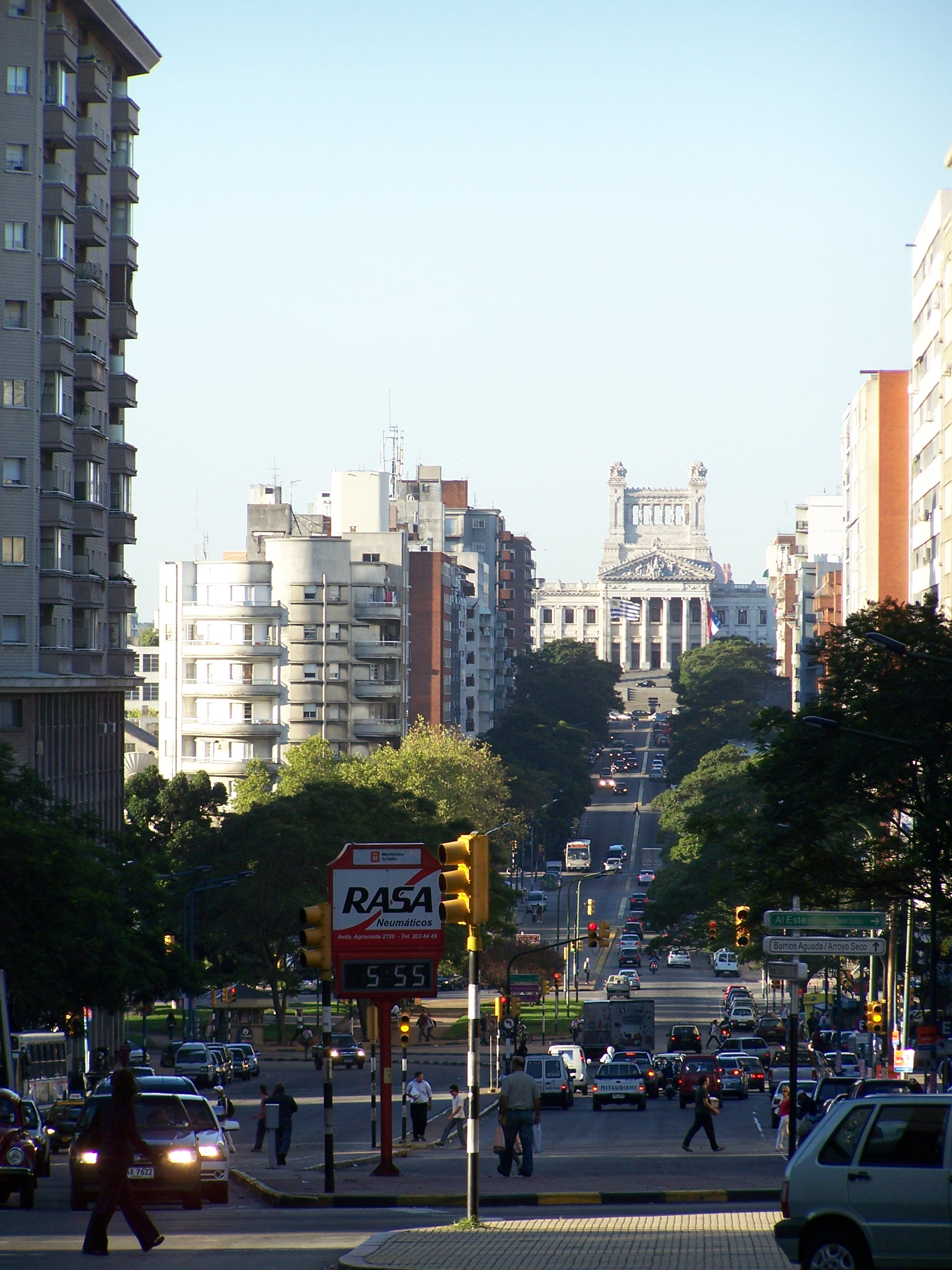
Blick durch die Avenida Libertador auf den Palacio Legislativo

Der Palacio Legislativo ist ein Bauwerk in der uruguayischen Landeshauptstadt Montevideo.
Das im neoklassizistischen Stil gehaltene Gebäude, das über eine Mauerverkleidung aus 24 verschiedenen Marmorarten verfügt, liegt am Ende der diagonal von der Plaza Entrevero zum Palacio Legislativo laufenden Avenida Libertador und ist der Sitz der Legislative von Uruguay. Es beherbergt somit die Asamblea General de Uruguay, das in die beiden Kammern Cámara de Representantes und Cámara de Senadores unterteilte Parlament von Uruguay.
Der zwischen 1908 und 1925 erbaute Palacio Legislativo, dessen Grundsteinlegung am 1. Juli 1905 erfolgte, wurde am 25. August 1925 eingeweiht. Dieser Tag wurde als Hommage an den 100. Jahrestag der Unabhängigkeitserklärung Uruguays vom 25. August 1825 gewählt. Architekt des Palacios war Vittorio Meano, der Bau wurde von dem Unternehmen G. y M. Debernardis ausgeführt. Die Innenarchitektur übernahm Gaetano Moretti. Im Jahr 1975 wurde das Gebäude zum nationalen Kulturdenkmal (Monumento Histórico Nacional) erklärt.

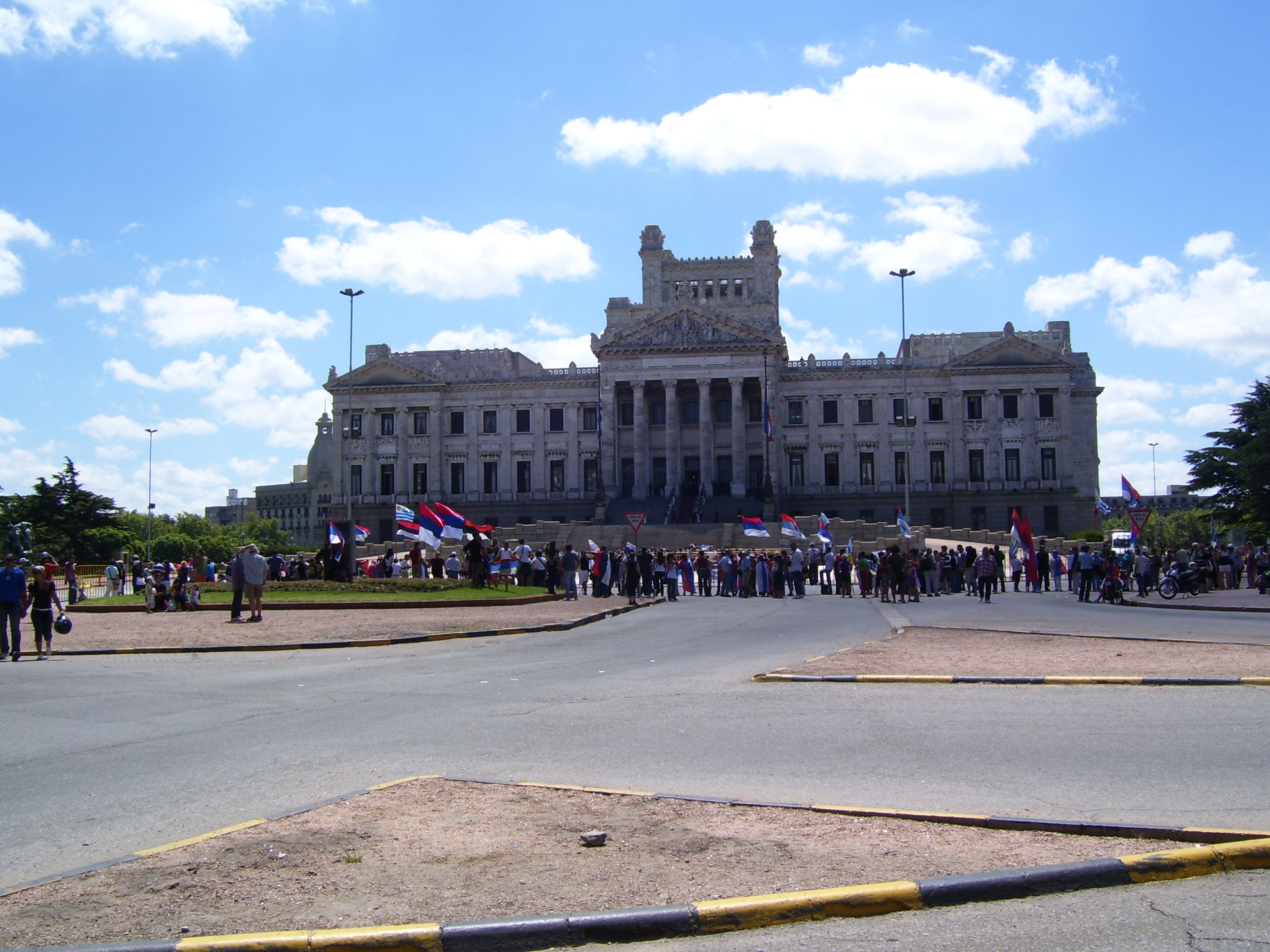
Palacio Legislativo während des Regierungswechsels am 1. März 2010
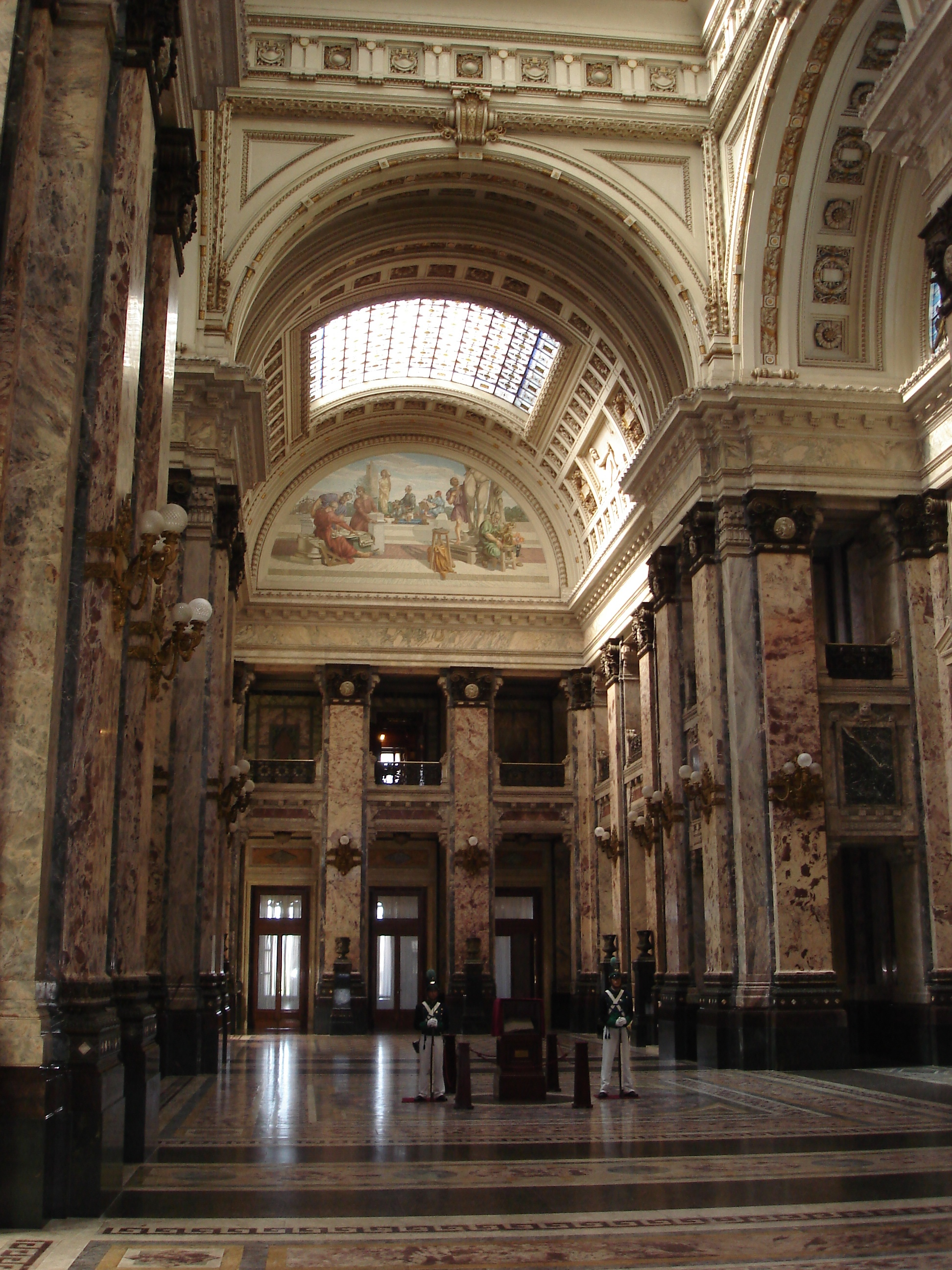
Große Halle im Inneren
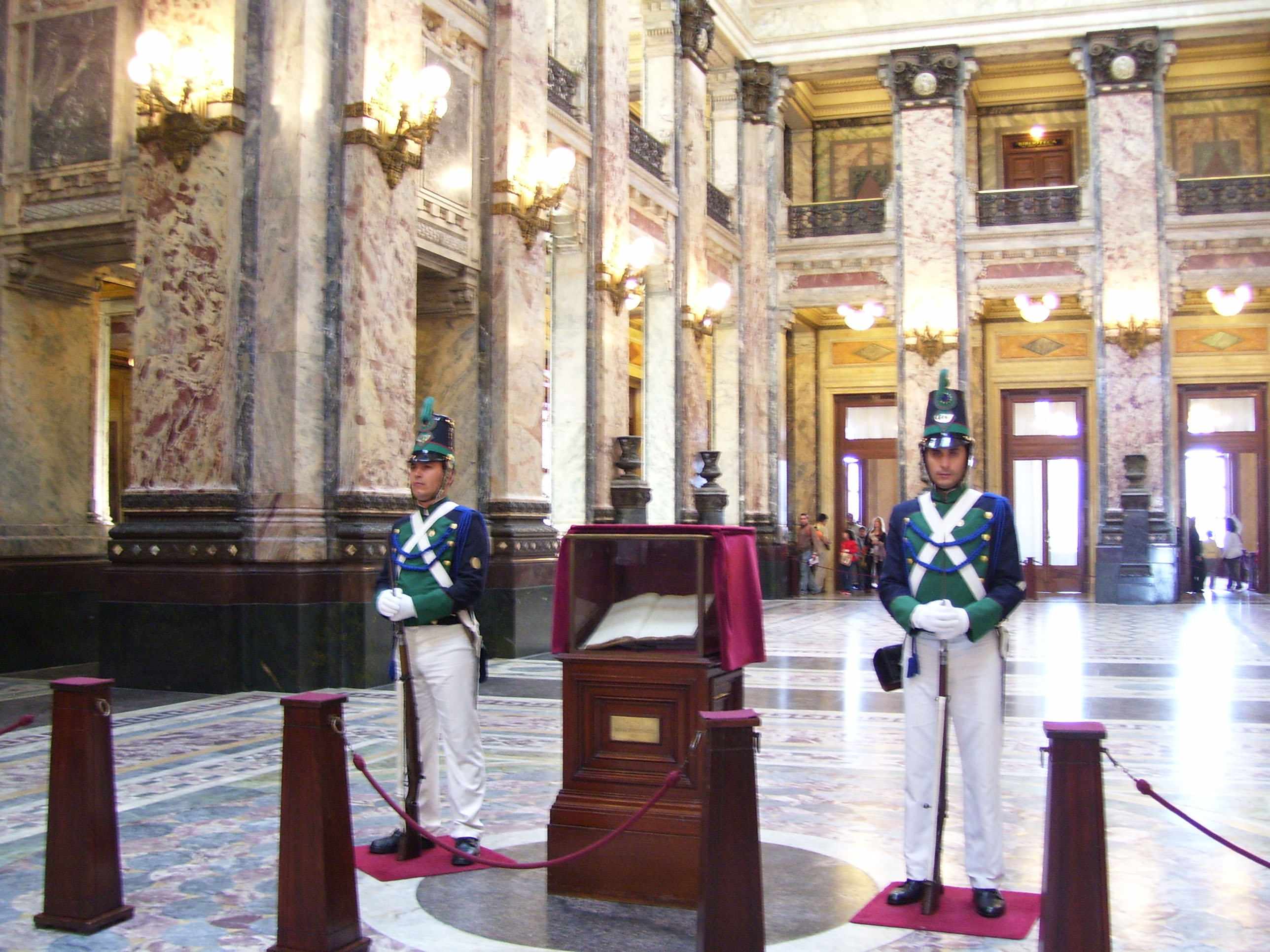
„Salón de los Pasos Perdidos“ mit der dort ausgestellten ersten Landesverfassung